# Haruni
Haruni (em persa: , também romanizada como Hārūnī; também conhecida como Horūnī) é uma aldeia do distrito rural de Esfandar, no condado de Abarkuh, na província de Yazd, Irã.
No censo de 2006, sua população era de 469 habitantes, em 129 famílias.